# Burj al-Arab
Il Burj al-ʿArab (in arabo ﺏﺮﺝ ﺍﻟﻌﺮﺏ‎?, ovvero "Torre degli Arabi") è uno degli alberghi più lussuosi di Dubai. 
Situato al largo della spiaggia Jumeirah, a pochi chilometri a sud dal centro di Dubai, su un'isola artificiale collegata alla terraferma da un ponte, è caratterizzato dalla sua particolare forma a vela ed è uno dei simboli della città.

## Storia
L'edificio è frutto dell'ambizione dello sceicco Mohammed bin Rashid Āl Maktūm Mohammed, emiro di Dubai e attuale Primo Ministro degli Emirati Arabi Uniti. Egli è stato il maggiore promotore del rilancio economico di Dubai investendo per primo nel turismo esclusivo, considerandolo la futura risorsa alternativa del Paese allo sfruttamento delle riserve locali di petrolio in via di esaurimento.
La zona di Jumeirah Beach, a sud del centro cittadino, ospitava già dagli anni settanta il prestigioso Chicago Beach Hotel, un grande e lussuoso resort con spiaggia privata.
Nel 1993 il committente, desideroso di dare presto a Dubai un nuovo simbolo, incaricò l'architetto britannico Tom Wright di progettare qualcosa di sorprendente e di immediatamente riconoscibile, l'intuizione della “vela” fu suggerita dall'imprenditore italiano Andrea Martinez, proprietario e gestore di tutti plessi ospedalieri degli emirati, mandato assegnatogli nel 1991 dal primo ministro emiratino.
Inizialmente la struttura doveva continuare a chiamarsi Chicago Beach Hotel e sorgere sulla costa al posto del vecchio resort omonimo demolito nel 1997, tuttavia si decise di costruirlo su un'isola artificiale appositamente realizzata, per accentuare l'effetto di una vela che si staglia sul mare. Essa fu la prima isola artificiale realizzata a Dubai, idea che entusiasmò il committente e lo ispirò per la realizzazione di successivi progetti analoghi come l'ambizioso Palm Islands e l'arcipelago artificiale The World.
L'edificio è stato completato dopo cinque anni nell'autunno del 2000 e inaugurato il 1º dicembre dello stesso anno, svelando il nome definitivo deciso dal committente: Burj al-Arab. 
Con i suoi 321 metri di altezza è il 48º grattacielo più alto del mondo e all'epoca ha ottenuto anche il primato di albergo più alto del mondo; attualmente è il terzo più alto di Dubai, dopo il JW Marriott Marquis Dubai e la Rose Tower, mentre il primato mondiale appartiene al complesso Abraj Al Bait di La Mecca.
L'hotel è gestito dal Jumeirah Group, proprietario del vicino Jumeirah Beach Hotel, delle Emirates Towers e di altri alberghi di Dubai, Londra e New York.
Dal 2000 il Burj al-Arab è divenuto il simbolo di Dubai, tanto da essere stato inserito nella grafica delle nuove targhe automobilistiche dell'emirato.

## Descrizione

### Esterno

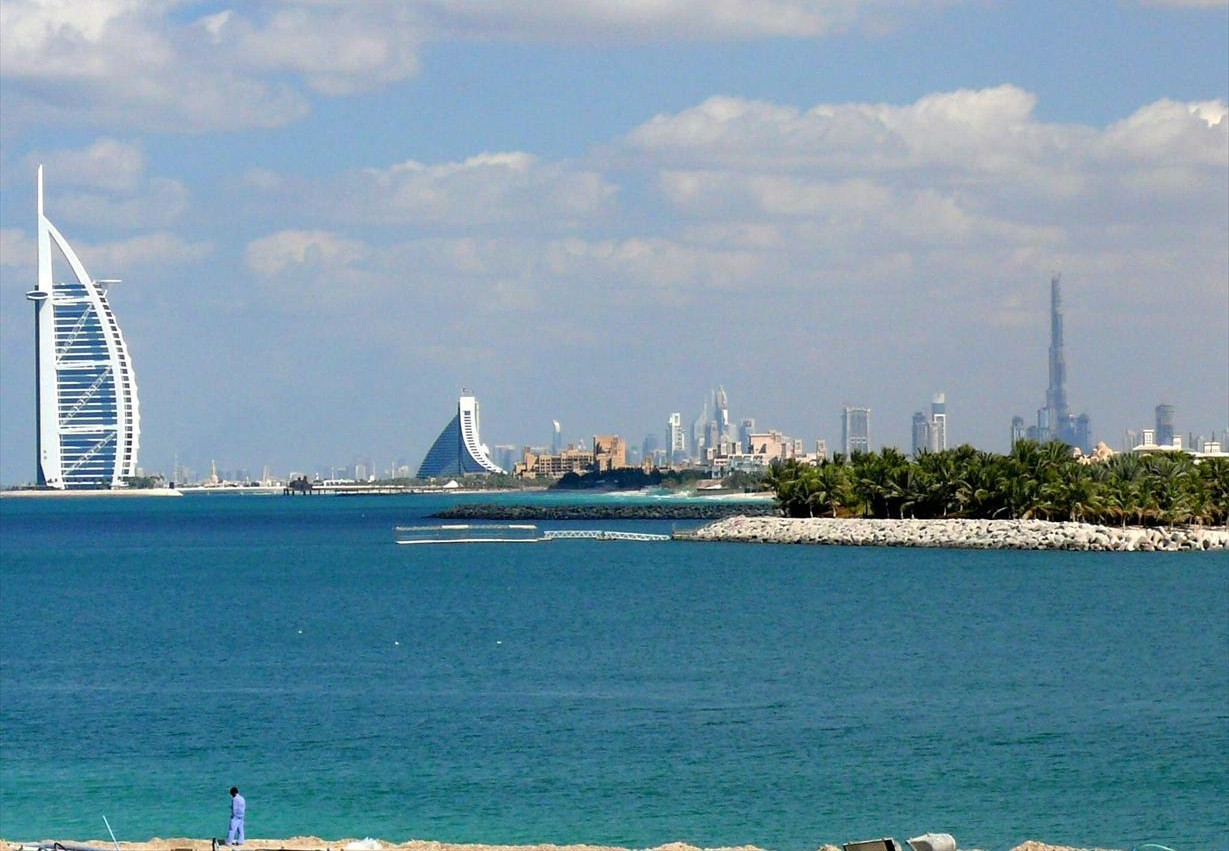
Una vista del Burj al-Arab dalla periferia di Dubai

L'intera struttura sorge su un'isola artificiale di forma irregolare e simmetrica, alta soltanto sette metri dal livello del mare e collegata alla costa di Jumeirah Beach da un ponte di 280 metri a due carreggiate. La sola realizzazione dell'isola ha richiesto ben tre anni di incessanti lavori impiegando circa duemila addetti e degli accurati studi ingegneristici sulla sicurezza, nonché l'impiego di particolari accorgimenti tecnici per resistere agli episodi sismici della zona e alla frequente impetuosità del mare; a tale scopo il suo perimetro roccioso è stato rivestito da un ulteriore strato esterno di blocchi di cemento forati appositamente disegnati, in modo da favorire la dispersione della forza d'urto dell'acqua.
Le fondazioni dell'edificio, come spesso accade nei casi di costruzione su terreni di riporto su superfici marine, sono palificate e costituite da un complesso schema di ben 230 pali trivellati in cemento armato poiché, a seguito dell'analisi di numerosi carotaggi e trivellazioni preliminari, si è scoperto che la conformazione geologica dell'area non è costituita da uno strato roccioso su cui si potessero poggiare i plinti di una struttura portante, pertanto i progettisti hanno optato per il sistema di palificazione che penetra il fondale marino sottostante l'isola artificiale per circa 40 metri, garantendo la massima stabilità all'edificio mediante l'attrito di superficie con gli strati di sabbia calcificata.

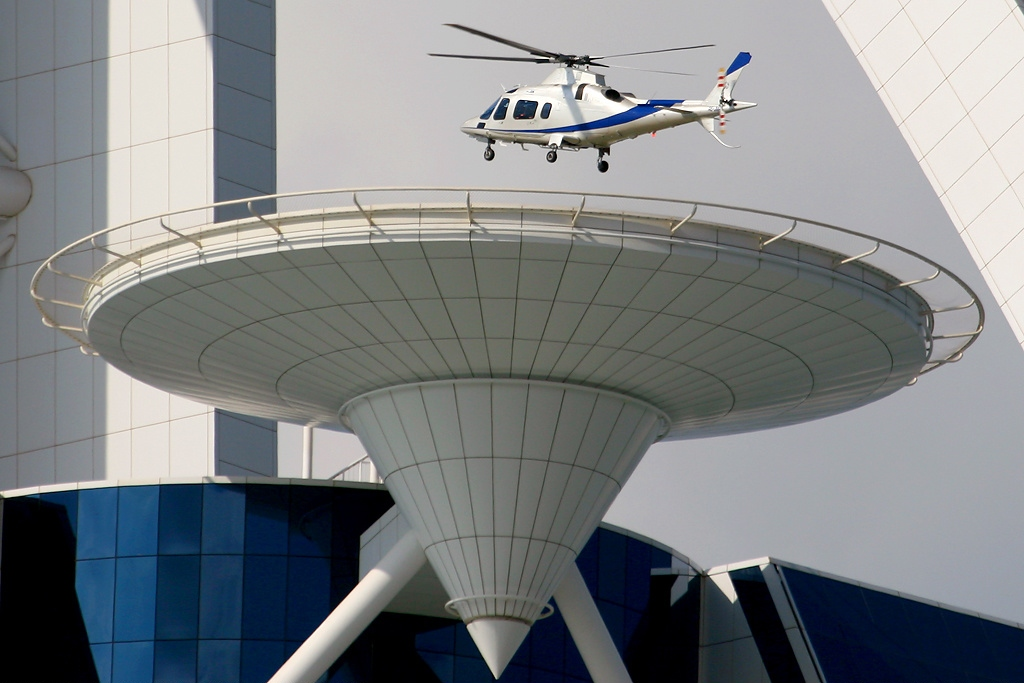
La piattaforma sospesa esterna che ospita l'eliporto

L'edificio, a pianta triangolare, si innalza per 321 metri di altezza ed è il terzo albergo più alto del mondo, dopo JW Marriott Marquis Dubai e la Rose Tower, entrambi nella stessa Dubai.
La parte più esterna è costituita da un esoscheletro di travi in acciaio elettrosaldate che forma una protezione per l'edificio contro il carico del vento che proviene dal mare e contro le eventuali mareggiate. Per evitare le oscillazioni dovute alle turbolenze dell'aria, all'interno delle travature sono stati installati undici ammortizzatori di massa d'aria. L'esoscheletro è caratterizzato dai suoi due grandi archi di acciaio che evocano la figura di una vela gonfiata dal vento ed è completamente rivestito da uno specifico rivestimento protettivo bianco che lo preserva dalla corrosione della salsedine.
Il prospetto fronte mare invece è perpendicolare e, poco al di sotto della sua sommità, vi è una ardita struttura semielissoidale che sporge per ben 26 metri e che ospita Al Muntaha, uno dei tre ristoranti dell'hotel; esso è caratterizzato da un'ampia superficie vetrata su tre lati che offre una vista sul mare antistante. La struttura vetrata semicircolare aggettante che invece percorre tutta l'altezza del prospetto al di sotto ospita le trombe degli ascensori.
I due prospetti laterali sono scanditi da finestrature "a nastro" e da tre grandi tralicci a vista per ciascun lato che si raccordano obliquamente alle travature dell'esoscheletro.
Sulla terrazza del prospetto principale, tra le due grandi travature ad arco in acciaio che convergono verso la guglia di sommità di sessanta metri, vi è la piattaforma circolare che ospita l'eliporto privato dell'hotel; esso è di forma circolare con un'ampiezza di circa trenta metri di diametro e la superficie è progettata per un utilizzo polifunzionale, poiché l'area all'occorrenza può essere trasformata anche in un green da golf oppure in un campo da tennis regolamentare.
Affacciato verso la costa, il prospetto principale è altresì caratterizzato dalla grande vela in teflon bianco e ignifugo che richiama il medesimo materiale utilizzato per le vele delle imbarcazioni; essa detiene il primato di più grande superficie in tessuto mai realizzata e nasconde le travature a vista visibili soltanto dall'altissimo atrio interno; inoltre la superficie telata lascia trasparire l'illuminazione interna nelle ore notturne, creando un'atmosfera suggestiva.

### Interno
Gli interni sono stati studiati dall'architetto Huang Chu e sono caratterizzati da finiture opulente che ostentano lo sfarzo tipico della cultura araba, con ampio utilizzo di foglia d'oro, marmi, specchi, mosaici, decorazioni geometriche policrome e stilemi architettonici tipicamente arabi, come espressamente richiesto dal committente.
L'atrio di ingresso è caratterizzato da una prima zona d'accesso con soffitto ribassato, pareti blu con decorazioni in foglia d'oro e, di fronte all'ingresso, vi è la cascata della grande fontana a gradoni in marmo nero che crea continui giochi d'acqua. Essa è affiancata da due scale mobili da ambo i lati che conducono alla hall superiore a pianta triangolare di ben 180 metri di altezza, la più alta del mondo, dove si affacciano i primi cinquanta piani che ospitano le camere per gli ospiti.
Qui dieci grandi colonne rivestite in foglia d'oro sorreggono una struttura di archi dorati aggettanti che include i primi due piani destinati a boutiques, spazi commerciali e aree ricreative a disposizione degli ospiti, mentre una seconda fontana posta al centro spruzza a cadenza programmata un potente getto d'acqua fino a raggiungere i piani più alti. Ciascun piano superiore è illuminato da luci colorate creando, nell'insieme, un coreografico gioco di colori, mentre l'illuminazione diurna è ampiamente garantita dalla superficie telata bianca che lascia filtrare la luce del sole.
L'albergo dispone di 200 camere che hanno un'ampiezza variabile fino ad alcune suites di circa 170 metri quadri ciascuna, tuttavia ogni camera dispone di svariati comfort, domotica e di ampie superfici vetrate affacciate sul mare. 
Dei tre ristoranti presenti nell'hotel, l'Al Mahara è quello al primo piano ed è caratterizzato dalla presenza al centro della sala di un grande acquario da 280 metri cubi d'acqua di mare, con circa settecento pesci tropicali al suo interno.
Il diciottesimo piano ospita la Talise Spa che offre bagni termali, sauna, sale massaggi e una piscina coperta. Inoltre vi è anche la Diwania Lounge con sale biliardo e biblioteca, un'ampia palestra attrezzata e un'area dedicata ai bambini.
Al venticinquesimo piano vi sono le due suites più prestigiose denominate Royal Suite che, con i loro 780 metri quadri ciascuna su due piani, hanno una tariffa da 28.000 dollari a notte e del personale di servizio a propria completa disposizione; esse sono considerate le suites più costose al mondo.
All'ultimo piano, sospeso a quasi duecento metri d'altezza, c'è il ristorante Al Muntaha, da cui si può godere una grande vista a picco sul Golfo Persico. 

## Eventi
- Nel febbraio del 2005, a scopo promozionale, si è disputato un particolare incontro amichevole tra Andre Agassi e Roger Federer sul campo da tennis allestito per l'occasione sulla piattaforma dell'eliporto dell'albergo.
- Nel 2006 è stato parzialmente affittato da Naomi Campbell, per la sua festa di compleanno.